# Deficiencia de la 5α-reductasa 2
Los güevedoces es el término con el que son conocidos popularmente los niños de la República Dominicana que nacen con genitales ambiguos y generalmente son catalogados como niñas al nacer, pero presentan cromosomas XY, desarrollando genitales masculinos alrededor de los 12 años.
Se trata de una anomalía en células diana androgénicas en las que hay un déficit de 5-alfa reductasa, por lo que no hay conversión de testosterona en dihidrotestosterona. 
Es una herencia autosómica recesiva por endogamia. 
La mayoría de los pacientes desarrollan micropene y, por lo general, son infértiles.

## Origen de la anomalía
Los güevedoces tienen deficiencia de una enzima conocida como 5-alfa reductasa, que normalmente convierte la testosterona en dihidrotestosterona. Esta enfermedad congénita se denomina Deficiencia de 5α-reductasa 2.

## Género
A pesar de ser criados como niñas, e incluso tener nombres femeninos, según un reportaje de la BBC, uno de los niños contó que se negaba a usar vestidos o a jugar con niñas pues prefería el fútbol. Sobre este tipo de casos, la endocrinóloga Julianne Imperato-McGinley (1991) sostuvo que los niños, a pesar de su crianza feminizada, mostraban una afinidad natural a las actividades masculinas.